# 兴安广播电视台 (越南)
兴安广播电视台（越南语：／），简称，是一家位於越南兴安省興安市的廣播電視播出機構，以兴安省為主要播出地區，也是越共兴安省委、兴安省人民委员会的喉舌。
1996年11月6日，越南国会批准海兴省分设为兴安省和海阳省，原先由海兴省人民委员会拥有的海兴广播电视台解散，其部分资源用于成立兴安广播电视台，该台的广播电视节目亦于1997年1月1日起开播。
兴安广播电视台在近年加強了在網路上的投入。開設了官方YouTube頻道，并開始透过自己的官网及影音平台實時播出自製的節目。

## 频道列表
兴安广播电视台现拥有电视频道、广播电台频率各1条。

### 电视频道
| 頻道名稱     | 语言   | 广播格式                    | 啟播時間 | 備註  |
| 新闻综合频道 | 越南语 | SD: PAL 576i 16:9 HD: 1080i |          | [ 8 ] |

### 電台頻率
| 频道名称（广播） | 频率        | 参考  |
| ---------------- | ----------- | ----- |
| 新闻综合广播（Kênh Thời sự - Chính trị - Tổng hợp） | FM 92,7 MHz | [ 9 ] |